# Francesc Escobet i Farguell
Francesc Escobet i Farguell   (Berga, 17 de setembre de 1924 - Berga, 9 de juliol de 2019) va ser un fotògraf berguedà. La seva època daurada com a fotògraf va transcórrer durant la dècada dels anys quaranta, documentant escenes de la vida quotidiana de Berga, com la primera sèrie de fotografies de La Patum. També va immortalitzar escenes de la vida social del territori com les desfilades militars feixistes, la processó de corpus de Berga o el tradicional ball de sardanes en plena època franquista Va gestionar durant anys la botiga familiar, juntament amb el seu germà Climent, especialitzant-se en fotografia d'estudi. Una part de la seva obra es conserva a l'Arxiu Comarcal del Berguedà.